# Поспішил Олексій Йосипович
Поспішил Олексій Йосипович (рос. Поспишиль Алексей Осипович, 1851—1929) — викладач Київської 1-ї гімназії та приват-доцент Київського університету, автор популярних підручників і хрестоматій латинської мови.

## Життєпис
Народився в Богемії, в селі Боїще поблизу міста Кутна Гора. Початкову освіту здобув у міському чотирьохкласному училищі. У 1863 році вступив в Кралов-Градецьку гімназію. З другого класу став вивчати слов'янські мови, особливо російську. Всеслов'янський з'їзд, що відбувся в 1867 році за участю чеських політичних діячів Фр. Палацького і Фр. Рігера, викликав серед чеської учнівської молоді патріотичний підйом, наслідком якого було посилене вивчення російської мови і втеча кількох учнів 7-го класу гімназії в Росію, де вони були прийняті, без атестата зрілості, в Московський університет. Мріючи про подібну втечу, гімназист Поспішил завів листування зі своїми московськими друзями і з головою Слов'янського товариства О. Ф. Гільфердінгом, однак не встиг привести у виконання свій план: вся кореспонденція була конфіскована, російські книги відібрані і вжиті заходи до припинення будь-яких зносин з Росією. У 1871 році закінчив курс гімназії першим учнем.
Після закінчення гімназії вступив на філософський факультет Празького університету, звідки знову зав'язав листування з російськими друзями в Москві і Санкт-Петербурзі. Через рік, за рекомендацією О. І. Георгієвського, прийняв місце гувернера в будинку Сазонова в Москві, сподіваючись продовжувати свої наукові заняття в Московському університеті. Однак внаслідок хвороби Сазонова, яка змусила всю сім'ю виїхати на тривалий час за кордон, Поспішил відправився в Петербург, де, за клопотанням О. І. Георгієвського, був прийнятий після іспиту в число слов'янських стипендіатів. Крім спеціальних занять з римської і грецької словесності, слухав лекції в Історико-філологічному інституті з предметів класичної філології і в університеті з російської словесності та історії. 16 січня 1874 року витримав іспит при історико-філологічному факультеті Петербурзького університету на звання вчителя давніх мов в гімназіях. На наступний день прийняв хрещення у Введенській церкві.

### В Києві
28 січня 1874 був призначений вчителем грецької мови в 1-у Київську гімназію, в якій прослужив до 1914 року. У 1882 році прийняв російське підданство. У 1909 році, за вислугою 35-річного терміну з навчальної частини, був залишений на службі ще на п'ять років. До 1909 року викладав обидві давні мови, а по остаточному скасуванню грецької мови - одну латинську. Під час служби в гімназії близько восьми років виконував також обов'язки вихователя пансіону (1879-1887).
Крім того, в різний час викладав і в інших навчальних закладах: німецьку мову в музичному училищі Київського відділення Російського музичного товариства (1878—1882), латинську мову в приватній жіночій гімназії А. О. Бейтель (1898—1901), в приватній гімназії В. І. Петра (1906—1908), на вечірніх жіночих курсах професора В. З. Завітневича (1907—1909) і на курсах латинської мови А. Я. Балицької (1907—1909). У 1888—1892 роках був членом випробувального комітету по давнім мовам при управлінні Київського навчального округу. Неодноразово був удостоєний подяк від попечителя навчального округу. 15 січня 1887 був затверджений штатним приват-доцентом історико-філологічного факультету Київського університету, для практичних занять зі студентами з давніх мов. З 13 вересня 1908 року перебував головою педагогічної ради приватної жіночої гімназії А. В. Жекуліної, де в старших класах також викладав латинську мову.

## Сім'я
Був одружений з Єлизаветою Іванівною Петр (нар. 1853), яка володіла 50 десятинами землі у Волинській губернії. Їх діти:
- Микола (нар. 1877) закінчив Київську 1-у гімназію (1896) та юридичний факультет університету св. Володимира (1901). На службі в Міністерстві шляхів сполучення, потім в Міністерстві фінансів, член правління Спілки російського сокольства.
- Іван (нар. 1882), закінчив Київську 1-у гімназію (1900) та Київський політехнічний інститут.
- Володимир (нар. 1884), закінчив Київську 1-у гімназію (1902) і медичний факультет університету св. Володимира (1910). З 1911 року - молодший лікар 18-го піхотного Вологодського полку.
- Андрій (нар. 1886) випускник Київської 1-й гімназії, студент історико-філологічного факультету університету св. Володимира.
- Ольга (1879-1960)